# Jens Trimpin

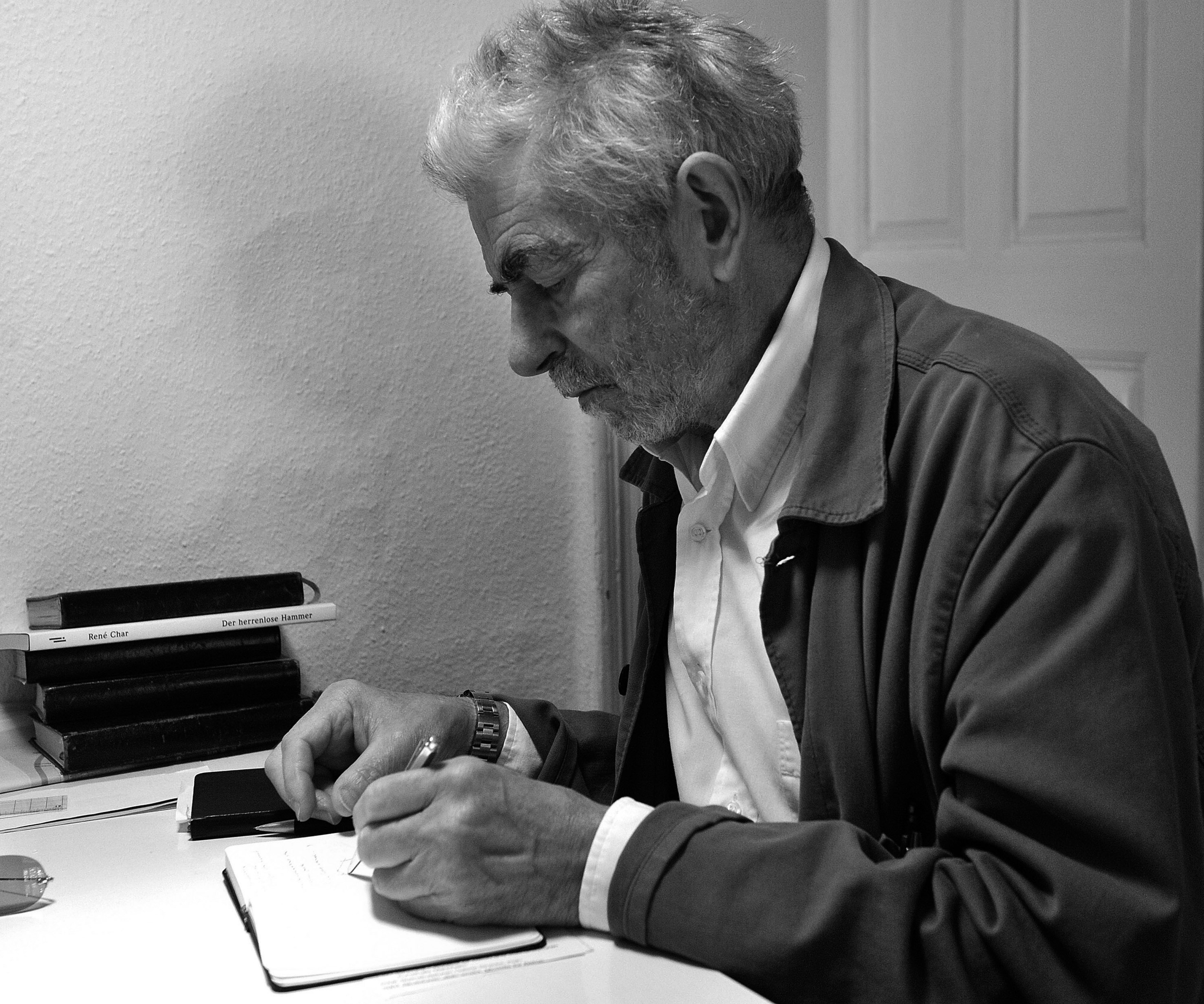
Jens Trimpin, 2014

Jens Trimpin (* 1946 in Heidelberg) ist ein deutscher Bildhauer.

## Leben
Trimpin ist Mitglied in der Darmstädter Sezession (seit 2005) sowie im Deutschen Künstlerbund. Er lebt und arbeitet zurückgezogen in Mannheim.

## Werk
Nach einer kurzen figürlichen Phase (zum Beispiel „Kleiner Kopf“, Kalkstein, 1972) wandte sich Trimpin im Laufe der 1970er Jahre der Abstraktion zu. Während seine frühen Arbeiten noch grob behauen waren, weisen seine Werke später einen hohen Grad an Glättung der Oberfläche auf, obwohl nur mit Hammer und Meißel (manchmal auch Feilen) bearbeitet. Trimpin arbeitet hauptsächlich in Marmor und Granit, ohne Vorzeichnung oder Maquette (taille directe). Die Formfindung während der Herstellung ist bei Trimpin Teil des Prozesses. Er spricht nicht vom Endzustand einer Skulptur, eher von einer „Haltestelle“.

„Ich habe kein Verhältnis zu Arbeiten, die die Grundlagen der Skulptur nicht beantworten, mich interessiert die (materialbezogene) Form als Sprache der Kunst.“

Ein Merkmal von Trimpins Skulpturen ist die vermeintlich fehlende sichere Standfläche. Sie scheinen sich von ihr zu lösen, scheinen zu schweben, scheinen zu kippen.

„Die Schwere des Steins andererseits wird durch ein optisches Paradox betont. Das Gewicht kommt zur Geltung, indem die Skulptur zum Teil vom Grund abgehoben wird. Dieses manchmal bis an die Grenze des möglich scheinenden getriebene Verkippen der Skulptur aus ihrer vertikalen Achse ist es mehr noch als die Torsion, die den Stein als Widerstand leistende Materie zeigt.“

Trimpins Skulpturen lassen sich nicht auf den ersten Blick erfassen, der Betrachter wird um das Werk herumgehen wollen, um sich ihm zu nähern. Dies provozieren die leicht gekippten bzw. gebogenen Flächen der Formen, der Block erscheint wie einer Torsion ausgesetzt, man vergleiche etwa Ohne Titel (1997). Während die Form zunächst an Bekanntes erinnert, einen Block etwa – in der Stereometrie häufig einem Würfel, einem liegenden Quader oder einer quaderförmigen Stele ähnlich –, widersetzen sich seine Steinskulpturen bei näherer Betrachtung genau diesem „Erkennen“. Es entstehen „konzentrierte Formen, die sich an Klarheit, Offenheit, aber auch finaler Unbestimmtheit orientieren.“ Die reduzierte und verdichtete Form in ihrer scheinbaren Einfachheit einerseits und die irritierte Erwartung andererseits werfen den Betrachter auf sich selbst zurück; in der Befragung seiner je eigenen Wahrnehmung liegt die kontemplative Wirkung von Trimpins Skulpturen beschlossen.
Seit Mitte der 1990er Jahre entwickelt Trimpin zudem Modelle, die als Vorschläge zur Gestaltung öffentlicher Räume gedacht sind, die aber auch als eigenständige plastische Entwürfe, die vor allem eine intellektuelle Auseinandersetzung fordern, gelten dürfen. Ausgeführt zumeist in Plexiglas, sind sie für eine Ausführung in Beton bestimmt. Um den „konzeptionellen Charakter dieser Arbeiten“ (Manfred Fath) zu betonen, sind sie uniform weiß gespritzt und entbehren von daher – ganz im Gegensatz zu Trimpins Steinarbeiten – jeder Handschriftlichkeit.

„Am deutlichsten sind Beziehungen zu Richard Serras Arbeiten erkennbar, vergleicht man zum Beispiel den Berlin Block for Charlie Chaplin von 1977 mit dem ebenfalls angewinkelt stehenden Marmor-Block (43 x 18 x 22 cm) aus dem Jahr 2000, hier wiederum mit gekurvten Oberflächen; oder umgekehrt, vergleicht man Serras gekurvte Stahlscheiben Clara Clara von 1983 in den Pariser Tuilerien mit Trimpins planen und geneigten Betonwänden mit dem Titel Passage von 1999, wird ersichtlich, welches gemeinsame Thema der Gewahrwerdung durch Betrachtung beide Künstler bewegt.“

Trimpin gestaltete Prinzipalstücke für die Katholische Kirche St. Valentin, Limbach, und die Krypta der Jesuitenkirche Mannheim.

## Einzelausstellungen (Auswahl)
(Zu Ausstellungen, die mit „K“ gekennzeichnet sind, erschien ein Katalog.)
- 1978: Steinskulpturen + Zeichnungen, Kunstverein HeidelbergK
- 1989: Steinskulpturen, Galerie Wack, Kaiserslautern (mit Attila Kovács) (ebenso 1994)
- 1991: Steinskulpturen, Brückenturm–Galerie der Stadt, Mainz (mit Karin Radoy)K
- 1994: Steinskulpturen, Wilhelm-Hack-Museum, Ludwigshafen am RheinK
- 1996: Mannheimer KunstvereinK
- 2000: Steinskulpturen, Landratsamt UlmK
- 2001: concrete – Modelle für Beton und Steinskulpturen, Kunsthalle MannheimK
- 2003: Steinskulpturen, Galerie Kautsch, Michelstadt (ebenso 2010, 2018)
- 2004: Galerie Wolfgang Wolff, EgestorfK
- 2008: Galerie Sebastian Fath Contemporary, Mannheim (ebenso 2011, 2017)
- 2010: Galerie Hein Elferink, Staphorst (Niederlande) (ebenso 2016)
- 2010: Steinskulpturen, Galerie Nicole Schlégl, Zürich (mit Max Cole, Malerei)
- 2010: Steinskulpturen, Galerie St. Johann, Saarbrücken
- 2011: Museum Bassermannhaus, Mannheim
- 2013: Galerie Ohnesorge (vormals Galerie Ohse), Bremen (ebenso 2016)
- 2013: Galerie Dittmar, Berlin (mit Christiane Conrad)
- 2014: Galerie Wenger, Zürich (ebenso 2019 mit Susan York)
- 2015: Steinskulpturen, Galerie Rottloff, Karlsruhe (mit Sabine Funke, Malerei)K
- 2017/18: Skulpturen aus vier Jahrzehnten, Museum im Deutschhof, Städtische Museen HeilbronnK,[4]

## Werke im öffentlichen Raum
- Brunnenskulptur (1987), Schwarzwaldgranit. Standort: Bahnhof Mannheim-Waldhof, Mannheim, Passarelle. Auftrag der Deutschen Bundesbahn
- Marmor-Skulptur (1989). Standort: Große Fischergasse 3, Frankfurt am Main
- Pfeiler (1991), Beton, 7 m hoch. Standort: Bahnhof Mannheim-Waldhof, Mannheim, Schienenstraße (B44). Auftrag der Deutschen Bundesbahn

## Werke in Sammlungen (Auswahl)
- Zwei Pfeiler (1998), Basaltlava, je 480 cm hoch, sowie zwei Bodenreliefs im Entré, Bundesanwaltschaft Karlsruhe (eingeladener Kunstwettbewerb)
- Wilhelm-Hack-Museum, Ludwigshafen am Rhein
- Kunsthalle Mannheim
- Von der Heydt-Museum, Wuppertal
- Museum für Neue Kunst, Freiburg/Brsg.
- Museum gegenstandsfreier Kunst, Otterndorf
- Kirche St. Valentin, Limbach
- Diözesanmuseum, Osnabrück
- Städtische Galerie, Karlsruhe
- Städtische Museen/Deutschhof, Heilbronn
- Stadt Mainz
- Stadt Heidelberg
- Weiße Marmorskulptur (liegend; ohne Titel) (2001), Skulpturenpark Heidelberg e.V., Dauerleihgabe